# Logis capitulaire de Sées
Le Logis capitulaire de Sées est un édifice situé à Sées, en France.

## Localisation
Le bâtiment est situé dans le département français de l'Orne, à 50 m au nord de la cathédrale Notre-Dame de Sées.

## Historique
Le logis date du XVe siècle
Depuis 1969, il abrite le musée départemental d'art religieux de l'Orne.

## Architecture
Le porche d'entrée et la salle voûtée au rez-de-chaussée sont inscrits au titre des monuments historiques depuis le 17 février 1972.